# Lista över ledamöter av Sveriges riksdags första kammare 1924
Ledamöter av Sveriges riksdags första kammare 1924.

## Stockholms stads valkrets
Mandatperiod: 1922–1929
- Samuel Clason, Sveriges ecklesiastikminister, n
- Carl Hederstierna, överståthållare, n
- Sten Stendahl, grosshandlare, n
- Hjalmar von Sydow, verkställande direktör i Svenska Arbetsgivareföreningen, n
- Hans excellens Ernst Trygger, Sveriges statsminister, n
- Herman Lamm, grosshandlare, lib
- Jan Berglund, kassör, s
- Ernst Klefbeck, kyrkoherde, s
- Charles Lindley, förtroendeman i Svenska Transportarbetareförbundet, s
- Arvid Thorberg, Landsorganisationens ordförande, s
- Gustaf Wahl, direktör, s

## Stockholms län och Uppsala län
(mandatperioden utgår 1930)
- Frits Gustav Möller, partisekreterare, s
- Gustaf Lagerbjelke, greve, byråchef, h, f. 1860
- Adolf Berge, folkskollärare, s, f. 1869
- Carl-Axel Reuterskiöld, professor, högervilde, f. 1870
- Carl Gotthard Ekman, riksgäldsfullmäktig, l, f. 1872
- Carl Primus Wahlmark, typograf, s, f. 1883
- Hjalmar Hammarskjöld, landshövding, högervilde
- Teodor Julin, notarie, s, f. 1880
- Theodor Borell, häradshövding, h, f. 1869
- Martin Fehr, professor, l, f. 1885

## Södermanlands och Västmanlands län
(mandatperioden utgår 1931)
- Carl Svensson, statsråd, s, f. 1879
- Gustaf Sederholm, godsägare, h, f. 1868
- Torsten Nothin, generaldirektör, s
- Bo von Stockenström, bruksägare, l, f. 1887
- Assar Emanuel Åkerman, statsråd, s
- John Otto Karlsson, borgmästare i Västerås, h, f. 1855
- Alexis Björkman, redaktör, s, f. 1853
- Anders Johan Bärg, förrådsförman, s, f. 1870
- Gustaf Kobb, professor, l, f. 1863

## Östergötlands län med Norrköpings stad
(mandatperioden utgår 1924)
- K.G. Westman, professor, bf, f. 1876
- Carl Johan Gustaf Swartz, universitetskansler, h
- Einar Thulin, byråchef, s, f. 1883
- Axel Theodor Adelswärd, kammarherre, f
- Albert Bergström, byråföreståndare, s, f. 1869
- Herman Fleming, friherre, major, h, f. 1859
- Karl Andersson i Eliantorp, hemmansägare, bf, f. 1869
- Nils Lindstrand, fabrikör, s, f. 1869

## Jönköpings län
(mandatperioden utgår 1925)
- Karl Johan Alfred Gustafsson, lantbrukare, h, f. 1862
- Oscar Ericson i Oberga, lantbrukare, bf, f. 1866
- Jacob Spens, greve, landshövding, h, f. 1861
- Ivan Pauli, lektor, s, f. 1885
- Erik Abrahamsson, lantbrukare, l, f. 1873
- Karl Ekman, hovrättsråd, h, f. 1863

## Kronobergs och Hallands län
(mandatperioden utgår 1926)
- Axel Rooth, häradsskrivare, h, f. 1858
- Anders Elisson, lantbrukare, j, f. 1876
- Johan Bernhard Johansson i Fredrikslund, häradsdomare, h, f. 1877
- Per Gustafsson i Benestad, lantbrukare, bf, f. 1880
- Gustaf Anton Larsén, folkskollärare, s, f. 1870
- August Ljunggren, redaktör, f, f. 1874
- Nils Anton Bondeson, grosshandlare, l, f. 1872
- Martin Svensson i Kompersmåla, h, f. 1871

## Kalmar läns norra och södra landstingsområden samt Gotlands län
(mandatperioden utgår 1927)
- John Jeansson, v. konsul, h, f. 1865
- Petrus Nilsson i Gränebo, lantbrukare, bf, f. 1881
- Erik Anderson i Hägelåkra, lantbrukare, h, f. 1870
- Axel Olof Rune, borgmästare, l
- Lars Gunnar Bodin, lantbrukare, bf, f. 1872
- Carl Boberg, redaktör, h, f. 1859
- Eli Svänsson, folkskoleinspektör, s, f. 1865

## Blekinge län och Kristianstads län
(mandatperioden utgår 1931)
- Johan Nilsson i Skottlandshus, landshövding, h, f. 1873
- Gustaf Nilsson i Kristianstad, ombudsman, s, f. 1880
- Axel Hansson Wachtmeister, greve, landshövding, h, f. 1855
- Bror Petrén, häradshövding, l, f. 1870
- Theodor Östergren, modellmästare, s, f. 1878
- Adolf Dahl, rådman, h
- Jeppe Clemedtson, sparbankskamrerare, h, f. 1885
- William Linder, hovrättsråd, s
- Alexander Nilsson i Fredriksfält, lantbrukare, bf
- Elof Andersson i Fältenborg, lantbrukare, l, f. 1873

## Malmöhus län med Malmö stad och Helsingborgs stad
(mandatperioden utgår 1928)
- Nils Persson i Malmö, kassör, s, f. 1865
- Knut Ebbe von Geijer, borgmästare, h, f. 1864,
- Jacob Larsson, häradshövding, s, f. 1851
- Anton Nilsson i Östrabo, lantbrukare, h, f. 1874
- Nils August Nilsson i Kabbarp, trädgårdsodlare, s
- Nils Wohlin, statsråd, bf
- Olof Olsson, läroverksadjunkt, s, f. 1872
- Johan Nilsson i Malmö, redaktör, s, f. 1874
- Anders Antonsson, direktör, h, f. 1856
- Carl Johansson, arbetsförmedlingsföreståndare, s, f. 1856
- Jöns Pålsson, hemmansägare, l, f. 1870
- Jöns Jönsson i Slätåker, lantbrukare, h, f. 1867

## Göteborgs stad
(mandatperioden utgår 1926)
- Anders Lindblad, redaktör, s, f. 1866
- Gustaf Boman, grosshandlare, h, f. 1861
- Ernst Wigforss, lektor, s
- Kerstin Hesselgren, yrkesinspektris, l
- Gustav Hansson, skomakarmästare, s, f. 1878

## Göteborgs och Bohus län
(mandatperioden utgår 1925)
- Eric Hallin, kammarherre, h, f. 1870
- Karl Andreas Andersson, byrådirektör, f, f. 1875
- Sigfrid Hansson, redaktör, s, f. 1884
- Ludvig Widell, överdirektör, h, f. 1870
- Isak Svensson i Grindstorp, lantbrukare, l, f. 1864
- Albin Andersson i Myggnäs, bankkamrer, bf

## Älvsborgs län
(mandatperioden utgår 1929)
- Hugo Erik Gustaf Hamilton, f.d. landshövding, f. 1849
- Olaus Pettersson i Småkulla, lantbrukare, l, f. 1859
- Karl Sandegård, kyrkoherde, s, f. 1880
- Johan Johansson i Friggeråker, lantbrukare, bf, f. 1872
- Knut Aron Heyman, godsägare, h, f. 1870
- Axel von Sneidern, godsägare, h, f. 1875
- Axel Fredrik Wennersten, direktör, h, f. 1863
- Edvard Björnsson, lektor, s, f. 1878

## Skaraborgs län
(mandatperioden utgår 1927)
- Edward Larson i Lerdala, lantbrukare, l, f. 1867
- Ernst Svensson i Eskhult, lantbrukare, bf, f. 1880
- Torsten Ström, handlande, s, f. 1885
- Erik Vrang, redaktör, h, f. 1870
- August Johansson i Lövholmen, lantbrukare, l, f. 1864
- Ernst Lundell, godsägare, h, f. 1857

## Värmlands län
(mandatperioden utgår 1925)
- Knut Abel Tengdahl, försäkringstjänsteman, s, f. 1867
- Mauritz Hellberg, redaktör, l, f. 1859
- Gustaf Strömberg, yrkesunderinspektör, s
- Johan Carlsson, godsägare, h, f. 1864
- Åke Ingeström, lantbruksskoleföreståndare, l, f. 1867
- Karl Franzén, läroverksadjunkt, s, f. 1883
- Johan Bergman, lektor, l

## Örebro län
(mandatperioden utgår 1926)
- Oscar Olsson, lektor, s, f. 1877
- Gerhard Halfred von Koch, kansliråd, l, f. 1872
- Adolf Lindgren, direktör, h, f. 1864
- Anders Örne, statsråd, s
- Axel Vindahl, köpman, l, f. 1866

## Kopparbergs län
(mandatperioden utgår 1927)
- Daniel Alfred Petrén, överinspektör, s, f. 1867
- Ernst Lyberg, rådman, l, f. 1874
- Carl Schedin, hemmansägare, bf, f. 1868
- Erik Dalberg, ombudsman, s, f. 1869
- Anders Pers, redaktör, l, f. 1860
- Ernst Åström, tobakshandlare, s, f. 1876

## Gävleborgs län med Gävle stad
(mandatperioden utgår 1928)
- Rickard Sandler, f.d. statssekreteraren, s
- Nils Sigfrid Norling, redaktör, s, f. 1880
- Per Andersson i Koldemo, hemmansägare, bf, f. 1876
- Per Norin, hemmansägare, s, f. 1863
- Carl Eriksson i Ljusdal, möbelhandlare, s, f. 1881
- Jonas Andersson i Hedsta, lantbrukare, h, f. 1873
- Carl Carlsson, bageriföreståndare, l, f. 1873

## Västernorrlands län och Jämtlands län
(mandatperioden utgår 1924)
- Herman Kvarnzelius, landshövding, l
- Janne Walles, kassör, s, f. 1871
- Erik August Enhörning, konsul, h, f. 1860
- Johan Johansson i Hornsberg, förlikningsman, l, f. 1874
- Carl Albert Lindhagen, borgmästare, s, f. 1860
- Leonard Tjällgren, lantbrukare, bf, f. 1878
- Henric Öhngren, v.konsul, l, f. 1853
- Frits Leander Lindqvist, föreståndare, s, f. 1865
- Anders Olof Frändén, hemmansägare, h, f. 1866
- Ingebrekt Bergman, hemmansägare, l, f. 1864

## Västerbottens län och Norrbottens län
(mandatperioden utgår 1930)
- Gustav Rosén, redaktör, l
- Olof Bergqvist, biskop, h, f. 1862
- Paul Hellström, professor, l
- Carl Winberg, redaktör, k, f. 1867
- Herman Rogberg, häradshövding, h
- John Almkvist, folkskoleinspektör, l
- Evert Jonsson i Lycksele, sekreterare, l, f. 1869
- Nils Gabrielsson, hemmansägare, bf
- Manne Asplund, bergmästare, s, f. 1872